# Toby Makoyawo
Toby Makoyawo (10 de mayo de 2002) es un deportista de Reino Unido que compite en atletismo. Ganó una medalla de oro en el Campeonato Europeo de Atletismo Sub-20 de 2021, en la prueba de 100 m.